# Nikolái Antoshkin
Nikolái  Timoféyevich Antoshkin (en ruso: Николай Тимофеевич Антошкин; Kuzminovka, 19 de diciembre de 1942 - Moscú, 17 de enero de 2021) fue un coronel general de la fuerza aérea rusa, héroe de la Unión Soviética y político. Nacido en 1942 en Bashkortostán, Antoshkin fue reclutado por el ejército soviético en agosto de 1961. Después de graduarse de la escuela de aviación militar, sirvió en unidades de aviación de reconocimiento. Se convirtió en comandante de la Fuerza Aérea del XX Ejército de la Guardia en mayo de 1980. Después de graduarse de la Academia Militar del Estado Mayor, Antoshkin se convirtió en comandante de la Fuerza Aérea y subcomandante del Grupo Central de Fuerzas.
En marzo de 1985, se convirtió en jefe de personal de la Fuerza Aérea del Distrito Militar de Kiev. En este cargo, supervisó las operaciones iniciales de limpieza del helicóptero de Chernobyl. Por sus acciones, Antoshkin recibió el título de Héroe de la Unión Soviética. Más tarde comandó las Fuerzas Aéreas del Distrito Militar de Asia Central y el Distrito Militar de Moscú. Entre 1993 y 1997, Antoshkin dirigió la Aviación Frontal de la Fuerza Aérea de Rusia. En 1997 se convirtió en jefe de entrenamiento de combate de la Fuerza Aérea y se retiró un año después. Antoshkin fue elegido diputado de la Duma del Estado en 2014. Estaba afiliado a Rusia Unida.

## Primeros años
Antoshkin nació el 19 de diciembre de 1942 en el pueblo de Kuzminovka en la República Autónoma Socialista Soviética de Baskiria. Entre 1950 y 1951 vivió en el pueblo de Jolmogorovka. En 1951 se trasladó a Kumertáu. Antoshkin se graduó del décimo grado en 1960. Trabajó como trabajador en el taller de reparación y construcción e instructor de educación física en la Central Kumertau entre 1960 y 1961.

## Servicio militar
Antoshkin fue reclutado por el ejército soviético en agosto de 1961. Fue enviado a la Escuela Superior de Aviación Militar de Orenburg, donde se graduó en 1965. Antoshkin fue ascendido a teniente el 29 de octubre de 1965. Se convirtió en piloto, jefe de personal de escuadrón y líder de vuelo en un regimiento de aviación de reconocimiento separado en el Distrito Militar de Bielorrusia. Fue ascendido a teniente mayor el 6 de diciembre de 1967. Entre 1969 y 1970 fue comandante de vuelo en un regimiento de aviación de reconocimiento independiente en el Distrito Militar del Lejano Oriente. Recibió el grado de capitán el 30 de diciembre de 1969. Antoshkin se graduó de la Academia de la Fuerza Aérea Gagarin en 1973. El 29 de junio fue ascendido a mayor. Se convirtió en comandante de escuadrón y subcomandante de un regimiento de aviación de reconocimiento de entrenamiento en el Distrito Militar de Odessa. Entre septiembre de 1975 y junio de 1979, Antoshkin dirigió el 87.º Regimiento de Aviación de Reconocimiento Separado en el Distrito Militar de Turquestán. Fue ascendido a teniente coronel el 19 de septiembre de 1975. El 22 de febrero de 1977, Antoshkin recibió la Orden de Servicio a la Patria en las Fuerzas Armadas de la URSS de tercera clase. Durante marzo de 1979, el regimiento llevó a cabo misiones de reconocimiento en territorio afgano. En junio de 1979 fue transferido al mando del 11.º Regimiento de Aviación de Reconocimiento Separado en el Grupo de Fuerzas Soviéticas en Alemania. El 27 de diciembre, Antoshkin fue ascendido a coronel. Se convirtió en comandante de la Fuerza Aérea del XX Ejército de la Guardia en mayo de 1980. Después de graduarse de la Academia Militar del Estado Mayor en 1983, Antoshkin fue nombrado comandante de la Fuerza Aérea del Grupo Central de Fuerzas y comandante adjunto del grupo.
En marzo de 1985, Antoshkin se convirtió en jefe de personal de la Fuerza Aérea del Distrito Militar de Kiev. El 29 de abril fue ascendido a general de división. Inmediatamente después del desastre de Chernobyl, Antoshkin realizó un sobrevuelo en helicóptero de la planta el 26 de abril de 1986. Antoshkin organizó y dirigió el grupo de helicópteros encargado de arrojar arena sobre el cráter del reactor hasta el 5 de mayo, momento en el que se había contenido el fuego. Por su liderazgo, recibió el título de Héroe de la Unión Soviética y la Orden de Lenin el 24 de diciembre de 1986. En agosto de 1988 fue trasladado para convertirse en comandante de la Fuerza Aérea del Distrito Militar de Asia Central en Almaty. En noviembre de 1989 se convirtió en comandante de la Fuerza Aérea del Distrito Militar de Moscú. Fue ascendido a teniente general el 25 de abril de 1990. El 28 de noviembre de 1991 se le otorgó la Orden de Servicio a la Patria en las Fuerzas Armadas de la URSS de segunda clase. Desde noviembre de 1993 hasta marzo de 1997, Antoshkin dirigió la aviación frontal de la Fuerza Aérea rusa. Fue ascendido a coronel general el 10 de junio de 1994. El 28 de agosto de 1995 recibió la Orden "Por Mérito a la Patria" 4.ª clase. En 1996 fue nombrado ciudadano honorario de Kumertau. Entre noviembre de 1997 y septiembre de 1998 fue subcomandante de la Fuerza Aérea para entrenamiento de combate y jefe de entrenamiento de combate de la Fuerza Aérea. Antoshkin se convirtió en ciudadano honorario de Mordovia en esta época. Se jubiló en septiembre de 1998.

## Vida posterior
Antoshkin vivía en Moscú. En 2002, se convirtió en presidente de la junta del Club de Héroes de la Unión Soviética, Héroes de la Federación Rusa y Caballeros de la Orden de la Gloria del capítulo de Moscú. Fue galardonado con el Premio del Gobierno de la Federación de Rusia en 2012 por "contribuciones significativas al desarrollo de la Fuerza Aérea de Rusia". El 19 de octubre de 2013 se le concedió la Orden "Al Mérito de la Patria" de 3.ª clase. En 2014, fue elegido diputado de la Duma estatal por el grupo regional N77, que incluye el distrito administrativo de Troitsky y el distrito administrativo de Novomoskovsky. Fue miembro del Comité de Recursos Naturales, Medio Ambiente y Ecología de la Duma Estatal.

## Vida personal
Antoshkin se casó con Tatiana Serguéyevna. Su hijo Serguéi nació en 1967 y su hija Yelena nació en 1975.
Antoshkin falleció en enero de 2021 después de ser tratado por COVID-19. Un aviso oficial de la Duma estatal dice: "Después de una enfermedad grave, falleció nuestro compañero, diputado de la Duma estatal, héroe de la Unión Soviética Nikolai Timofeevich Antoshkin" .